# Zhu Bajie

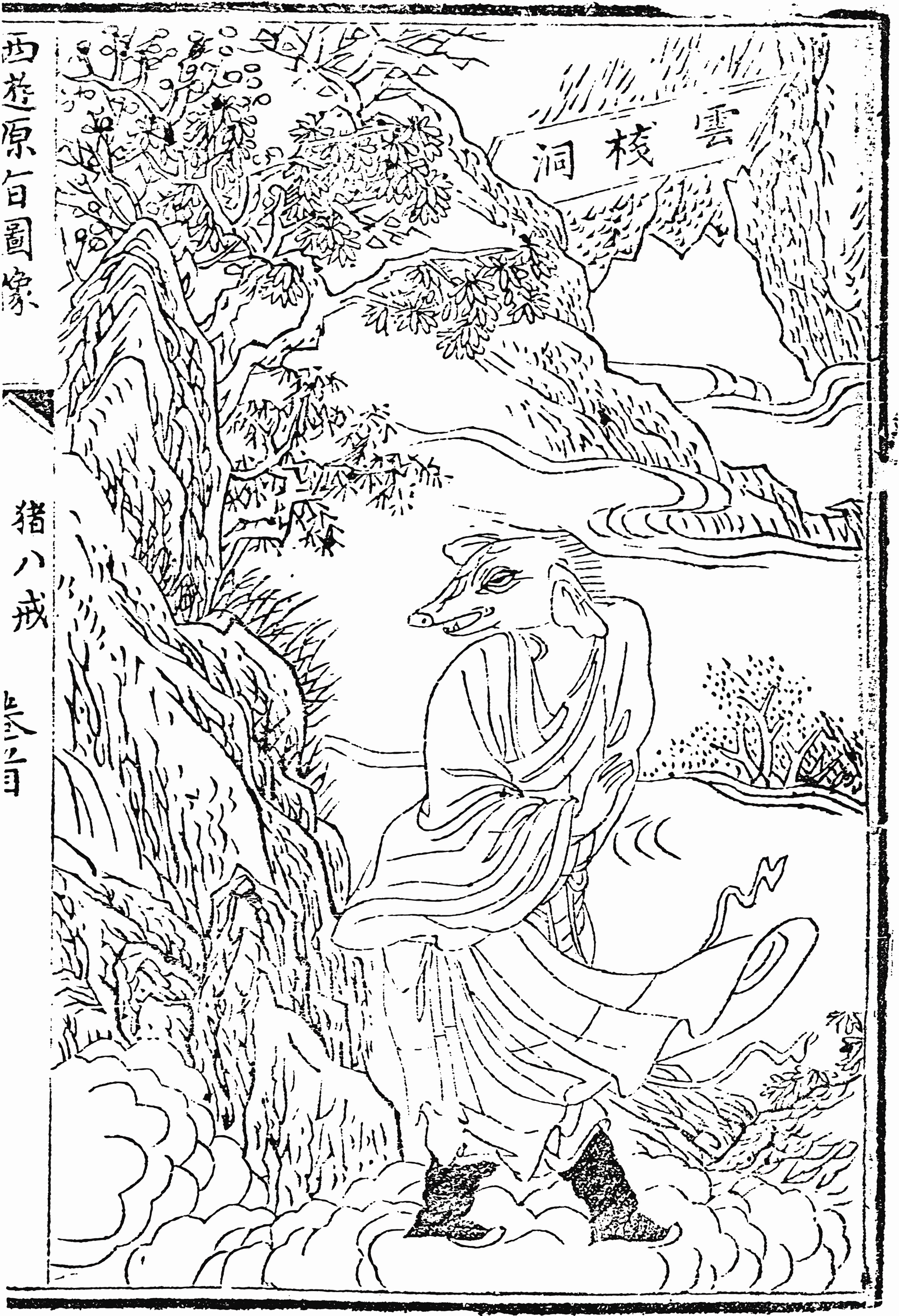
Zhu Bajie na XVI-wiecznej ilustracji do Wędrówki na Zachód

Zhu Bajie (chiń. upr. 猪八戒; chiń. trad. 豬八戒; pinyin Zhū Bājiè) lub Zhu Wuneng (chiń. upr. 猪悟能; chiń. trad. 豬悟能; pinyin Zhū Wùnéng) – świniokształtna postać z mitologii chińskiej, jeden z głównych bohaterów powieści Wu Cheng’ena Wędrówka na Zachód.
Pierwotnie był jednym z niebiańskich urzędników, zajmującym się żeglugą przez Drogę Mleczną. Gdy po pijanemu próbował napastować córkę Nefrytowego Cesarza, został wygnany na ziemię i narodził się z łona świni. 
Nawrócony przez boginię Guanyin na buddyzm przyłączył się do mnicha Xuanzanga w jego wyprawie do Indii. Za wierne towarzystwo i pomoc w rozpropagowaniu w Chinach nauk Buddy pozwolono mu zamieszkać w Zachodnim Raju, gdzie otrzymał funkcję głównego obmywacza ołtarza.